# Liste der Biografien/Schni
Liste der Biografien |
Portal Biografien |
Personensuche
# |
A |
B |
C |
D |
E |
F |
G |
H |
I |
J |
K |
L |
M |
N |
O |
P |
Q |
R |
S |
T |
U |
V |
W |
X |
Y |
Z |
?
 
Sa |
Sb |
Sc |
Sd |
Se |
Sf |
Sg |
Sh |
Si |
Sj |
Sk |
Sl |
Sm |
Sn |
So |
Sp |
Sq |
Sr |
Ss |
St |
Su |
Sv |
Sw |
Sy |
Sz
 
Sca–Sce |
Sch |
Sci–Scz
 
Scha |
Schc |
Schd |
Sche |
Schg |
Schi |
Schj |
Schk |
Schl |
Schm |
Schn |
Scho |
Schp |
Schr |
Schs |
Scht |
Schu |
Schv |
Schw |
Schy
 
Schna |
Schne |
Schni |
Schno |
Schnu |
Schny
Die Liste der Biografien führt alle Personen auf, die in der deutschsprachigen Wikipedia einen Artikel haben. Dieses ist eine Teilliste mit 188 Einträgen von Personen, deren Namen mit den Buchstaben „Schni“ beginnt.

## Schni

### Schnib
- Schnibbe, Karl-Heinz (1924–2010), deutscher Widerstandskämpfer gegen den Nationalsozialismus
- Schnibbe, Peter Barthold (1951–2023), deutscher Maler
- Schnibben, Cordt (* 1952), deutscher Journalist

### Schnic
- Schnick, Torsten Peter (* 1968), deutscher Schauspieler und Regisseur
- Schnick, Wolfgang (* 1957), deutscher Chemiker
- Schnicke, Patrick (* 1978), deutscher Schauspieler
- Schnickmann, Alexander (* 1994), deutscher Autor

### Schnid
- Schnidenwind, Anna († 1751), deutsche Bäuerin, die als „Hexe“ hingerichtete wurde
- Schnider, Albrecht (* 1958), Schweizer Künstler (Malerei, Zeichnung, Skulptur)
- Schnider, Andreas (* 1959), österreichischer Politiker (ÖVP), Landtagsabgeordneter, Mitglied des Bundesrates
- Schnider, Daniel (* 1973), Schweizer Radrennfahrer
- Schnider, Gert (* 1979), österreichischer Brettspieler
- Schnider, Jan (* 1983), Schweizer Beachvolleyballspieler
- Schnider, Kristin T. (* 1960), Schweizer Schriftstellerin
- Schnider, Pascale (* 1984), Schweizer Radrennfahrerin
- Schnider, Ueli (* 1990), Schweizer Skilangläufer
- Schnidrig, Chiara (* 2000), Schweizer Tänzerin

### Schnie
- Schniebel, Jan (* 1946), deutscher Zeichner
- Schnieber, Alfred (1821–1886), deutscher Arzt und Politiker
- Schnieber, Bernhard (* 1933), deutscher Politiker (CDU), MdV
- Schnieber-Jastram, Birgit (* 1946), deutsche Politikerin (CDU), MdHB, MdB, MdEP
- Schnieder, Benjamin (* 1974), deutscher Philosoph
- Schnieder, Bernd (1946–2011), deutscher Architekt und Wohnökologe
- Schnieder, Bernd (* 1947), deutscher Eishockeyschiedsrichter
- Schnieder, Gordon (* 1975), deutscher Politiker (CDU), MdL
- Schnieder, Ludger (1955–2023), deutscher Schauspieler und Theaterleiter
- Schnieder, Patrick (* 1968), deutscher Politiker (CDU), MdBPatrick Schnieder (* 1968)

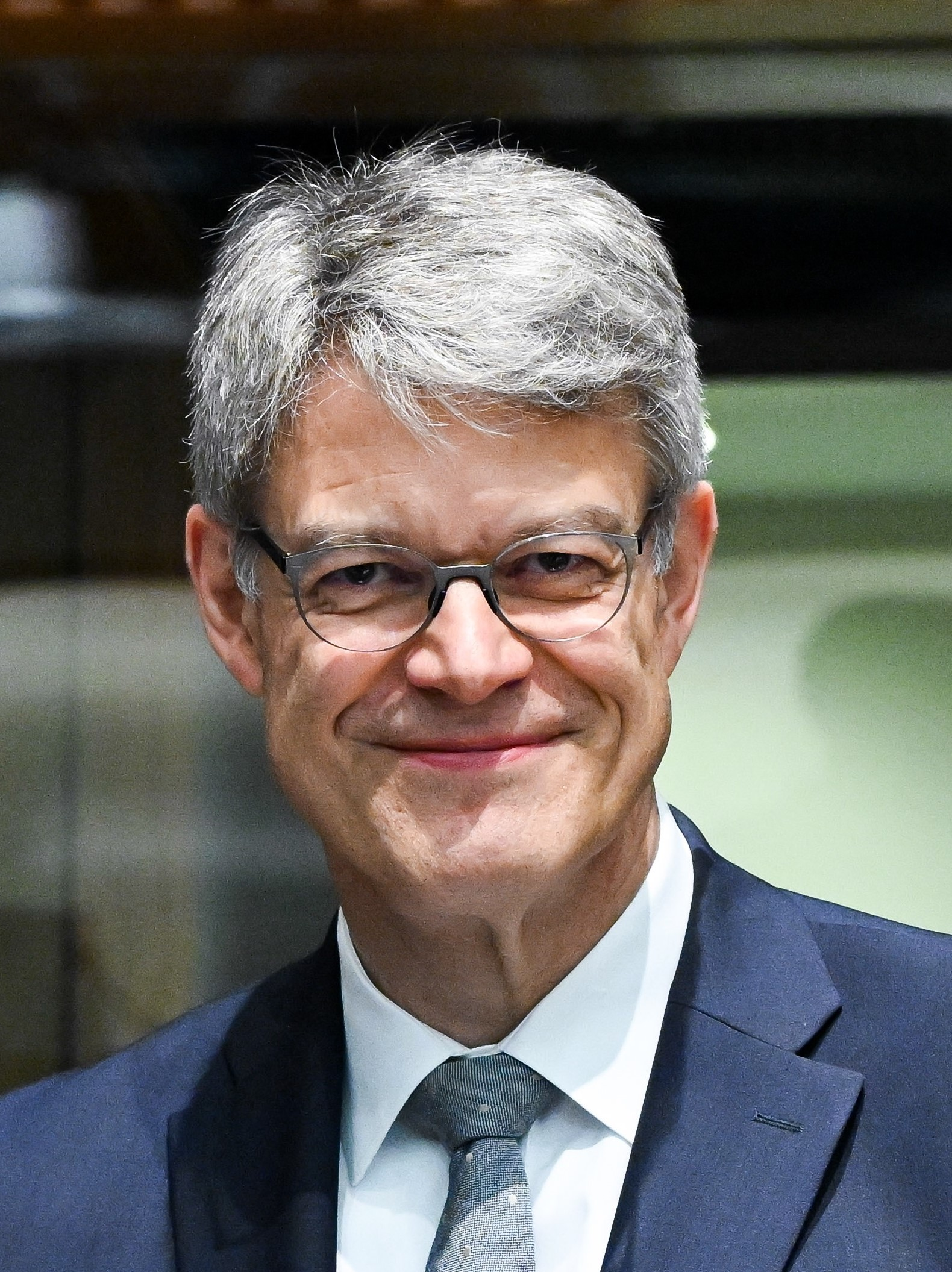
Patrick Schnieder (* 1968)

- Schnieders, Andreas (1966–2022), deutscher Amateur-Schwergewichtsboxer
- Schnieders, Rudolf (1926–2025), deutscher Landwirt
- Schnieders, Tillmann (* 1977), deutscher Musicaldarsteller und Theaterschauspieler
- Schniedewind, Hinrich (1928–2009), deutscher Kommunalpolitiker
- Schnieke, Angelika (* 1956), deutsche Biotechnologin und Hochschullehrerin
- Schnieke, Karl (1919–1974), deutscher Fußballspieler
- Schnier, Benny (* 1957), deutscher Schlagersänger, Schauspieler sowie Fernseh- und Radiomoderator
- Schnier, Detlef (* 1956), deutscher Fußballspieler
- Schnier, Hannes (* 1977), österreichischer Dartspieler
- Schnier, Marc (* 1991), deutscher Fußballspieler
- Schnier, Rolf (* 1960), deutscher Skatspieler, Skatweltmeister 2016
- Schnier, Sarah (* 1967), deutsche Drehbuchautorin
- Schnierle, Adolf († 1994), deutscher Architekt
- Schnierle, Helga (1924–2015), deutsche Architektin
- Schnierle-Lutz, Herbert (* 1950), deutscher Autor
- Schniers, Heinrich (1880–1942), katholischer Geistlicher und Opfer des Nationalsozialismus
- Schniewind, Helga (* 1926), deutsche Kommunalpolitikerin (FDP), Bürgermeisterin von Heiligenhaus
- Schniewind, Julius (1883–1948), evangelischer Theologe, Deutschland
- Schniewind, Otto (1887–1970), Ministerialdirektor im Reichswirtschaftsministerium
- Schniewind, Otto (1887–1964), deutscher Generaladmiral im Zweiten Weltkrieg und zeitweiliger Chef des Stabes der SeekriegsleitungOtto Schniewind (1887–1964)

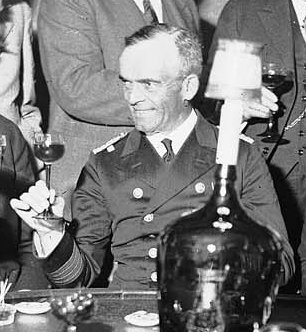
Otto Schniewind (1887–1964)

- Schniewind, Wilhelm (1890–1978), deutscher Unternehmer und Sportfunktionär
- Schniewindt, Rudolf (1875–1954), deutscher General der Infanterie

### Schnik
- Schnikrup, Oxana Leontjewna (1931–1993), sowjetisch-ukrainische Bildhauerin und Porzellanbildnerin

### Schnip
- Schnipkoweit, Hermann (1928–2018), deutscher Politiker (CDU), MdL
- Schnippa, Martin (* 1988), deutscher Schauspieler
- Schnippenkötter, Swidbert (1915–1972), deutscher Diplomat
- Schnipper, Hans-Jürgen (1940–2013), deutscher Politiker (CDU)

### Schnir
- Schnirch, Friedrich (1791–1868), deutsch-böhmischer Brückenbau-Ingenieur
- Schnirch, Gudrun (* 1945), deutsche Politikerin (CDU), MdL
- Schnirch, Karl (* 1877), sächsischer Abgeordneter und Amtshauptmann
- Schnirch, Oskar (1902–1995), österreichischer Kameramann
- Schnirelman, Lew Genrichowitsch (1905–1938), sowjetischer Mathematiker
- Schnirelman, Wiktor Alexandrowitsch (* 1949), sowjetisch-russischer Historiker, Ethnologe und Anthropologe
- Schnirer, Moses (1860–1941), österreichischer Zionist vor Theodor Herzl
- Schnirlin, Ossip (1868–1939), russisch-jüdischer Violinist

### Schnis
- Schnisa, André (1951–1999), deutscher Musiker

### Schnit
- Schnitger, Alexander (1958–2020), niederländischer Generalleutnant und Befehlshaber der Königlichen Luftstreitkräfte
- Schnitger, Arp, deutscher Orgelbauer
- Schnitger, Franz Caspar (1693–1729), deutscher Orgelbauer
- Schnitger, Gerhard (1841–1917), deutscher Architekt
- Schnitger, Hans (1915–2013), niederländischer Hockeyspieler
- Schnitger, Harry (* 1969), deutscher Fotograf
- Schnitger, Heinrich (1925–1964), deutscher Mediziner und Erfinder der Kolbenhubpipette
- Schnitger, Lara (* 1969), niederländische Objekt- und Installationskünstlerin
- Schnith, Karl (1934–1999), deutscher Historiker
- Schnitker, Paul (1927–2013), deutscher Unternehmer, Verbandsfunktionär und Politiker (CDU), MdEP
- Schnitler, Carl Wille (1879–1926), norwegischer Kunsthistoriker
- Schnittelbach, Nathanael (1633–1667), deutscher Komponist und Violinist
- Schnitter, Alexander (1544–1602), Ratsherr, Schöffe und Bürgermeister
- Schnitter, Beate (1929–2023), Schweizer Architektin
- Schnitter, David (* 1948), US-amerikanischer Jazzmusiker
- Schnitter, Georg (1552–1624), Bürgermeister von Zittau
- Schnitter, Gerhard (* 1939), deutscher Komponist neuer christlicher Musik
- Schnitter, Gerold (1900–1987), Schweizer Wasserbauingenieur
- Schnitter, Helmut (* 1933), deutscher Historiker
- Schnitter, Josef (1852–1914), böhmisch-bulgarischer Architekt und Stadtplaner
- Schnitter, Karl Konstantin von (1657–1721), brandenburgisch-preußischer Ingenieur-Obrist und Festungskommandant
- Schnitter, Onophrius (1497–1572), Bürgermeister von Görlitz
- Schnitter, Tobias (1545–1607), Bürgermeister in Görlitz
- Schnitter, Wilhelm (1802–1887), deutscher Jurist und Schriftsteller
- Schnittert, Luise (* 1984), deutsche Schauspielerin und Sängerin
- Schnittgard, Edda (* 1971), deutsche Sängerin und Autorin
- Schnittger, Arp (* 1971), deutscher Biologe und Hochschullehrer
- Schnittger, Christian Nikolaus (1832–1896), deutscher Maler, Zeichner und Fotograf
- Schnittger, Doris (1833–1915), deutsche Malerin
- Schnittger, Peter (* 1941), deutscher Fußballtrainer
- Schnittke, Alfred (1934–1998), deutsch-russischer Komponist und PianistAlfred Schnittke (1934–1998)

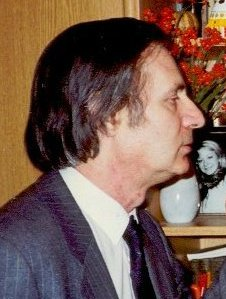
Alfred Schnittke (1934–1998)

- Schnittke, Andrej (1965–2020), russisch-deutscher Komponist, Rockmusiker, Fotograf und Fotodesigner
- Schnittke, Harry (1914–1975), deutsch-sowjetischer Journalist und Übersetzer
- Schnittke, Irina Fjodorowna (* 1940), russische Pianistin
- Schnittke, Viktor (1937–1994), sowjetisch-deutscher Dichter, Schriftsteller sowie Übersetzer
- Schnittker, Christine (* 1974), deutsche Politikerin (CDU), MdBB
- Schnittker, Gregor (* 1969), deutscher Fernsehmoderator und Autor
- Schnittker, Johann (1895–1975), deutscher Politiker (BDV, FDP), MdBB
- Schnittker, Udo (* 1959), deutscher Brigadegeneral
- Schnittler, Christoph (* 1936), deutscher Politiker (FDP), MdB
- Schnittler, Thomas (* 1995), österreichischer Fußballspieler
- Schnittmann, Franz Xaver (1888–1976), deutscher Pfarrer, Lehrer, Paläontologe und Geologe
- Schnittspahn, Ernst August (1795–1882), deutscher Maler und Zeichner
- Schnittspahn, Georg Friedrich (1810–1865), deutscher Zoologe, Botaniker und Pädagoge
- Schnittspahn, Johann August (1763–1842), deutscher Hofgärtner
- Schnitzenbaumer, Gabriele (* 1938), deutsche Malerin und Bildhauerin
- Schnitzenbaumer, Otto (1922–2012), deutscher Immobilienunternehmer
- Schnitzer, Alan D. (* 1965), US-amerikanischer Manager
- Schnitzer, Eduarda (1815–1902), deutsche Benediktinerin
- Schnitzer, Florian (* 1981), deutscher Eishockeyspieler
- Schnitzer, Franz Josef (1928–2006), österreichischer Mathematiker
- Schnitzer, Fritz H. (1875–1945), deutscher Kaffeegroßhändler und Militärpropagandist
- Schnitzer, Heinrich (1949–2020), deutscher Fußballspieler
- Schnitzer, Ignaz (1839–1921), österreichischer Schriftsteller, Journalist und Librettist
- Schnitzer, Ina Maria, deutsches ModelIna Maria Schnitzer

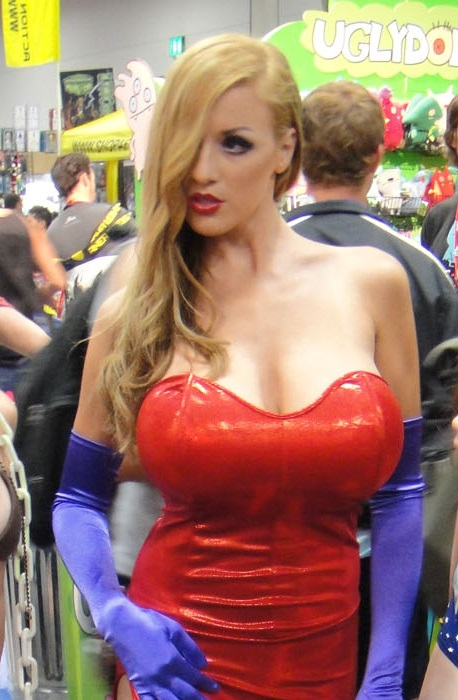
Ina Maria Schnitzer

- Schnitzer, Johann Georg (1930–2023), deutscher Zahnarzt und alternativmedizinischer Sachbuchautor
- Schnitzer, Jordan (* 1999), kanadischer Volleyballspieler
- Schnitzer, Jordan D. (* 1951), amerikanischer Geschäftsmann, Kunstsammler, Mäzen und Philanthrop
- Schnitzer, Josef (1877–1951), österreichisch-deutscher Stuckateur und Bildhauer
- Schnitzer, Josef junior (1915–1984), deutscher Stuckateur
- Schnitzer, Joseph (1859–1939), deutscher katholischer Theologe und Kirchenhistoriker
- Schnitzer, Kim (* 1986), deutsche Schauspielerin
- Schnitzer, Lukas (* 1988), österreichischer Politiker (ÖVP), Abgeordneter zum Landtag Steiermark
- Schnitzer, Manuel (1861–1941), deutschsprachiger Schriftsteller und Journalist
- Schnitzer, Miriam (* 1977), deutsche Tennisspielerin
- Schnitzer, Monika (* 1961), deutsche Wirtschaftswissenschaftlerin und Hochschullehrerin
- Schnitzer, Moshe (1921–2007), israelischer Unternehmer und Diamantenhändler
- Schnitzer, Petra-Maria (* 1963), österreichische Opernsängerin (Sopran)
- Schnitzer, Robert C. (1906–2008), US-amerikanischer Theaterschauspieler, Produzent und Kulturmanager
- Schnitzer, Sönke (* 1984), deutscher Schauspieler und Theaterregisseur
- Schnitzer, Theodor (1866–1939), deutscher Maler
- Schnitzer, Thomas (* 1955), österreichischer Politiker (FRITZ), Landtagsabgeordneter in Tirol
- Schnitzer, Ulrich (* 1937), deutscher Architekt, Hochschullehrer und Autor
- Schnitzer, Walter Alexander (1926–1985), deutscher Geologe und Paläontologe
- Schnitzer, Werner (* 1942), deutscher Schauspieler
- Schnitzer-Ungefug, Jutta (* 1953), deutsche Neurobiologin und Generalsekretärin der Nationalen Akademie der Wissenschaften Leopoldina
- Schnitzhofer, Johann (* 1970), österreichischer Politiker (ÖVP), Landtagsabgeordneter in Salzburg
- Schnitzlein, Hans (1898–1969), deutsch-brasilianischer Jurist
- Schnitzler, Alfons (* 1960), deutscher Neurologe, Hochschullehrer
- Schnitzler, Anton (1796–1873), deutscher Architekt
- Schnitzler, Arthur (1862–1931), österreichischer Arzt, Erzähler und DramatikerArthur Schnitzler (1862–1931)

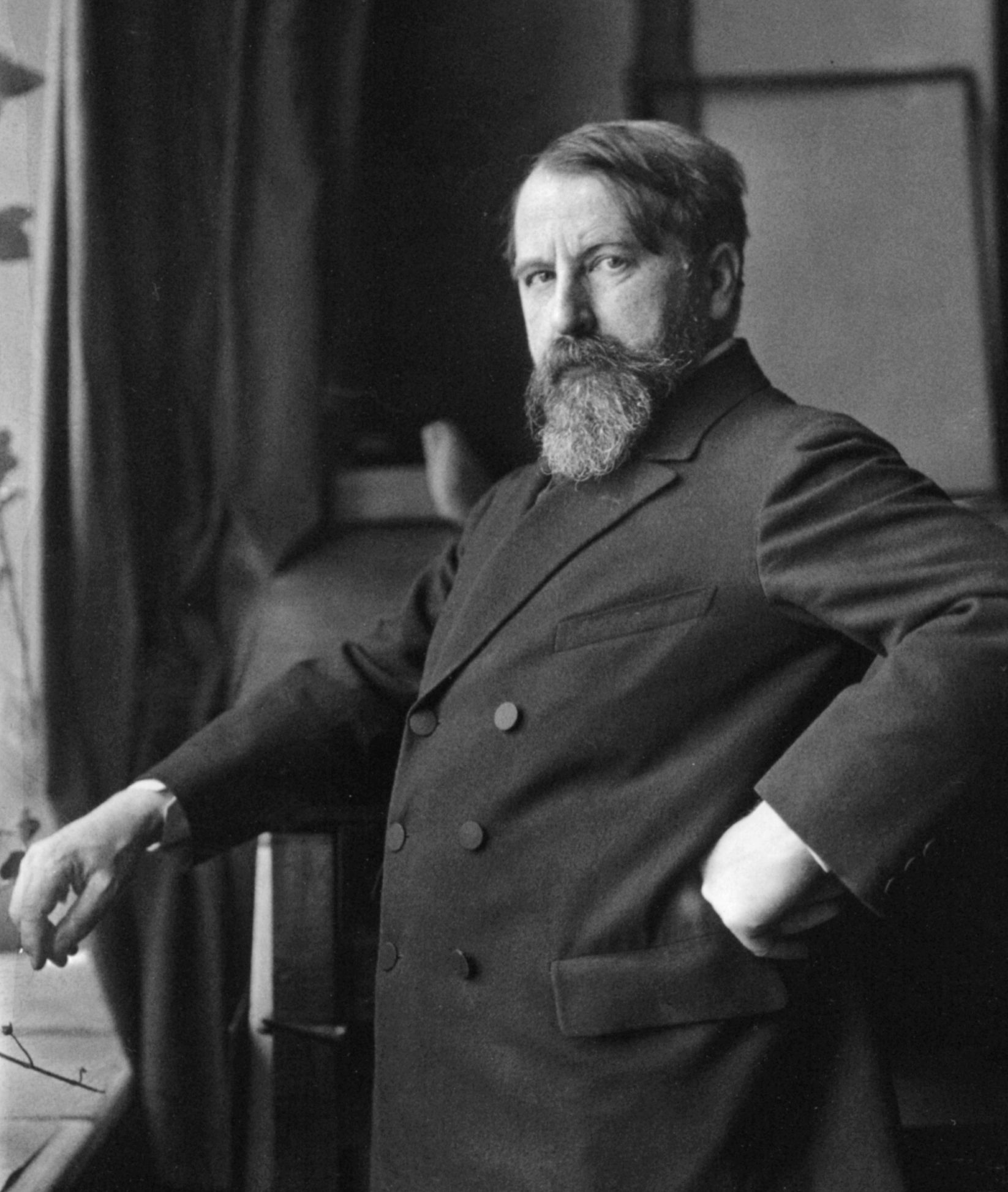
Arthur Schnitzler (1862–1931)

- Schnitzler, August (1794–1861), deutscher Unternehmer
- Schnitzler, Barbara (* 1953), deutsche Schauspielerin
- Schnitzler, Benedikt, deutscher Jazzmusiker (Gitarre, Komposition)
- Schnitzler, Carl (1789–1864), Ingenieuroffizier der Preußischen Armee
- Schnitzler, Christa von (1922–2003), deutsche Bildhauerin
- Schnitzler, Conrad (1937–2011), deutscher Pionier der Elektronischen Musik
- Schnitzler, Dierk Henning (* 1937), deutscher Jurist, Polizist und Polizeipräsident (Wasserschutzpolizei NRW, Bonn)
- Schnitzler, Eduard (1823–1900), deutscher Kaufmann und Bankier
- Schnitzler, Elisabeth (1912–2003), deutsche Archivarin
- Schnitzler, Ernst (1877–1962), deutscher Politiker (Zentrum), MdR
- Schnitzler, Friedrich Wilhelm (1928–2011), deutscher Politiker (CDU)
- Schnitzler, Fritz (1851–1920), deutscher Genremaler und Illustrator der Düsseldorfer Schule
- Schnitzler, Georg von (1884–1962), deutscher Industrieller
- Schnitzler, Gregor (* 1964), deutscher Regisseur
- Schnitzler, Günter (* 1946), deutscher Literaturwissenschaftler, Musikwissenschaftler und Hochschullehrer
- Schnitzler, Hans (1908–1985), deutscher Abgeordneter der Volkskammer, DBD-Funktionär
- Schnitzler, Hans-Ulrich (* 1939), deutscher Fledermausforscher, Neurobiologe und Hochschullehrer der Universität Tübingen
- Schnitzler, Heinrich (1901–1962), deutscher Polizeibeamter
- Schnitzler, Heinrich (1902–1982), österreichischer Schauspieler und Regisseur
- Schnitzler, Hermann (1905–1976), deutscher Kunsthistoriker
- Schnitzler, Johann (1835–1893), österreichischer Mediziner und Vater von Arthur Schnitzler
- Schnitzler, Julius (1806–1884), deutscher Fabrikant, Beigeordneter, Kreistagsabgeordneter
- Schnitzler, Julius (1865–1939), österreichischer Chirurg
- Schnitzler, Karl (1823–1893), deutscher Verwaltungsbeamter und Parlamentarier
- Schnitzler, Karl Eduard (1792–1864), deutscher Bankier
- Schnitzler, Karl-Eduard von (1918–2001), deutscher JournalistKarl-Eduard von Schnitzler (1918–2001)

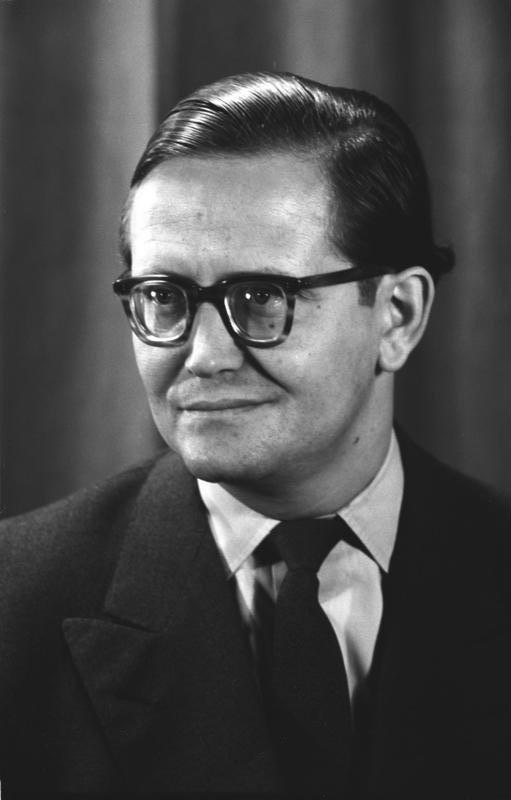
Karl-Eduard von Schnitzler (1918–2001)

- Schnitzler, Lothar (* 1947), deutscher Politiker (Die Linke), MdL
- Schnitzler, Michael (* 1944), österreichischer Musiker und Naturschützer
- Schnitzler, Oliver (* 1995), deutscher Fußballtorhüter
- Schnitzler, Paul von (1856–1932), deutscher Jurist, Gutsbesitzer und Industrieller
- Schnitzler, Peter (1927–2019), deutscher Balletttänzer und Choreograf
- Schnitzler, René (* 1985), deutscher Fußballspieler
- Schnitzler, Richard von (1855–1938), deutscher Bankier, Industrieller und Mäzen
- Schnitzler, Theodor (1910–1982), katholischer Liturgiewissenschaftler
- Schnitzler, Viktor (1862–1934), deutscher Rechtsanwalt, Mitglied des Preußischen Abgeordnetenhauses
- Schnitzler-Runge, Christa (* 1938), deutsche darstellende Künstlerin
- Schnitzmeier, Anna-Bianca (* 1990), deutsche Radrennfahrerin

### Schniz
- Schnizer, Emil (1857–1921), österreichischer Architekt
- Schnizer, Franz Xaver (1740–1785), deutscher Komponist und Organist
- Schnizer, Helmut (1929–2011), österreichischer Jurist
- Schnizer, Johannes (* 1959), österreichischer Jurist und VerfassungsrichterJohannes Schnizer (* 1959)

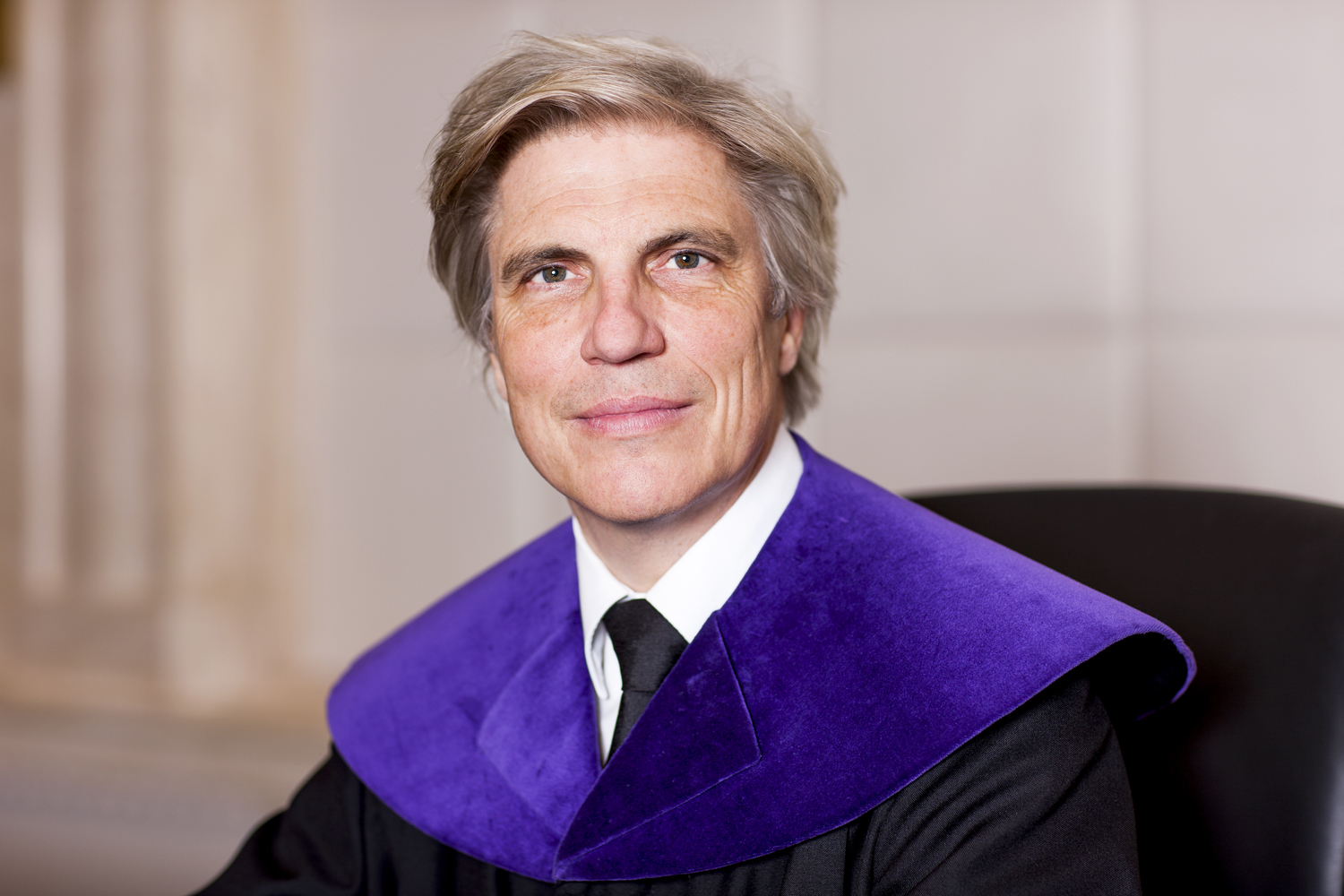
Johannes Schnizer (* 1959)

- Schnizer, Joseph Joachim von (1792–1870), deutscher Künstler, württembergischer Hofmaler und Politiker
- Schnizlein, Adalbert (1814–1868), deutscher Botaniker
- Schnizler, Elina, deutsche Kostümbildnerin